# Hockey Club Caux
L'Hockey Club Caux (abbreviato HC Caux) è stata una squadra di hockey su ghiaccio svizzera. Fu fondata nel 1904 con sede a Montreux.

## Cronologia
- 1904-1908: ?
- 1908-1909: 1º livello
- 1909-1916: ?
- 1916-1917: 1º livello
- 1917-1918: ?
- 1918-1920: 1º livello
- 1920-1926: ?
- 1926-1927: 1º livello